# Lauerturm (St. Martin im Mühlkreis)

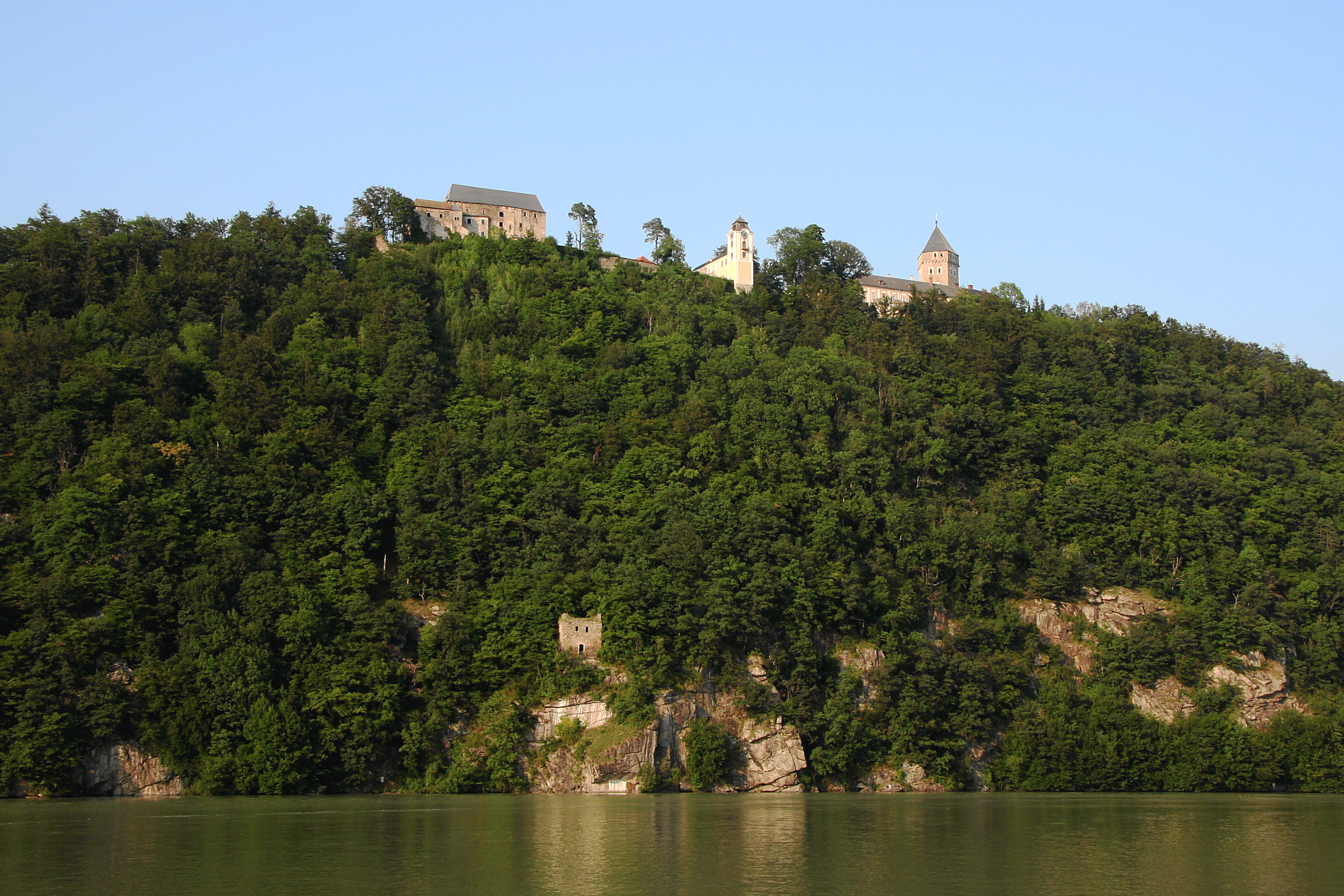
Der Turm bei der Donau unter dem Schloss Neuhaus an der Donau (2006)

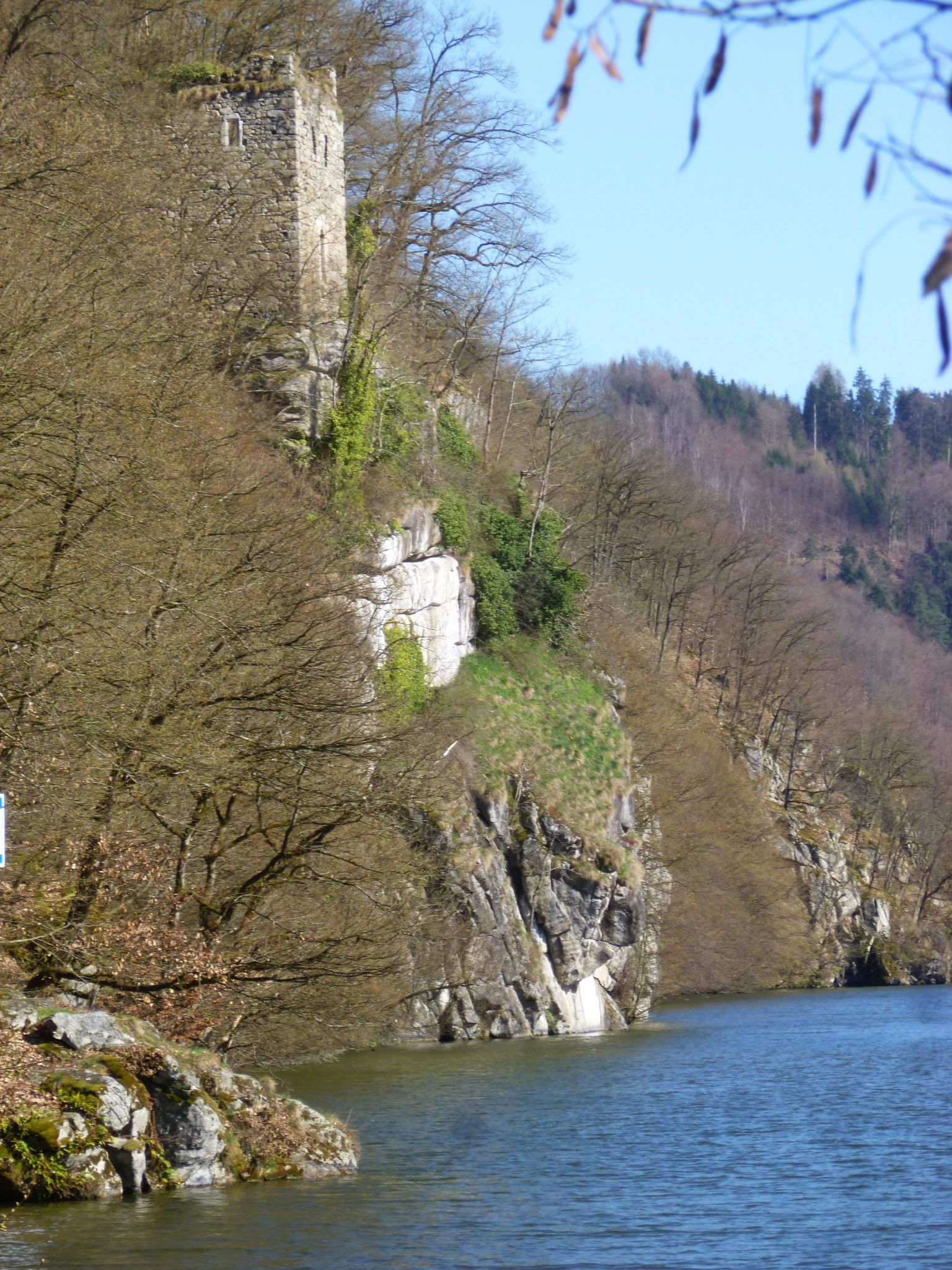
Lauerturm an der Donau bei Untermühl

Der Lauerturm, missverständlich auch Kettenturm genannt, befindet sich am Ufer der Donau im Ortsteil Untermühl der Gemeinde St. Martin im Mühlkreis im Bezirk Rohrbach von Oberösterreich.

## Geschichte
Der Turm (Turn) wird 1386 erstmals erwähnt. Er ist ein linksufriger Mautturm, der zur Burg Neuhaus gehörte. Diese war damals im Eigentum der Schaunberger, die 1371 vom Landesherrn Herzog Albrecht IV. die Erlaubnis erhalten hatten, auf der Donau Maut einzuheben.
Die hohen und willkürlichen Mautgebühren führten bei den Kaufleuten zu Beschwerden gegen die Schaunberger beim Landesherrn. Das war für Heinrich von Schaunberg Anlass, seine Burg zu einer Festung auszubauen. 1380 kommt es zu einer offenen Fehde zwischen den Schaunbergern und den Habsburgern. Da die Belagerung der Burg Neuhaus nicht erfolgreich war, sollte ein Schiedsspruch die Fehde beenden. Allerdings wurden auch danach Handelsleute bei der Weiterfahrt behindert. Ein weiterer Schiedsspruch verbot den Schaunbergern, hier Maut einzuheben. Auch dieser Entscheid wurde von den Schaunbergern nicht anerkannt und in der Folge begannen die Schaunberger gegenüber Neuhaus eine weitere Burg zu erbauen (sog. Schaunberger Burgstall in der Gemeinde Aschach an der Donau, errichtet zwischen 1380 und 1386). Dies führte zur sogenannten zweiten Schaunberger Fehde, bei der diese aber unterlagen und den Landesherrn anerkennen mussten.
Reste gebrannter Tonziegel verweisen auf Erhaltungsarbeiten um 1585 unter Albrecht von Sprinzenstein.
In den Franzosenkriegen zu Beginn des 19. Jahrhunderts soll hier die Donau zum letzten Mal abgesperrt worden sein. Napoleon soll die Kette als Souvenir nach Paris mitgenommen haben.
Diese historischen Gegebenheiten finden sich auch in sagenhafter Form wieder. Danach haben Mautvögte auf Neuhaus Kaufleute ausgeraubt und auf einer, im Volksmund „Kammerstein“ genannten, Felsplatte gefangen gehalten.

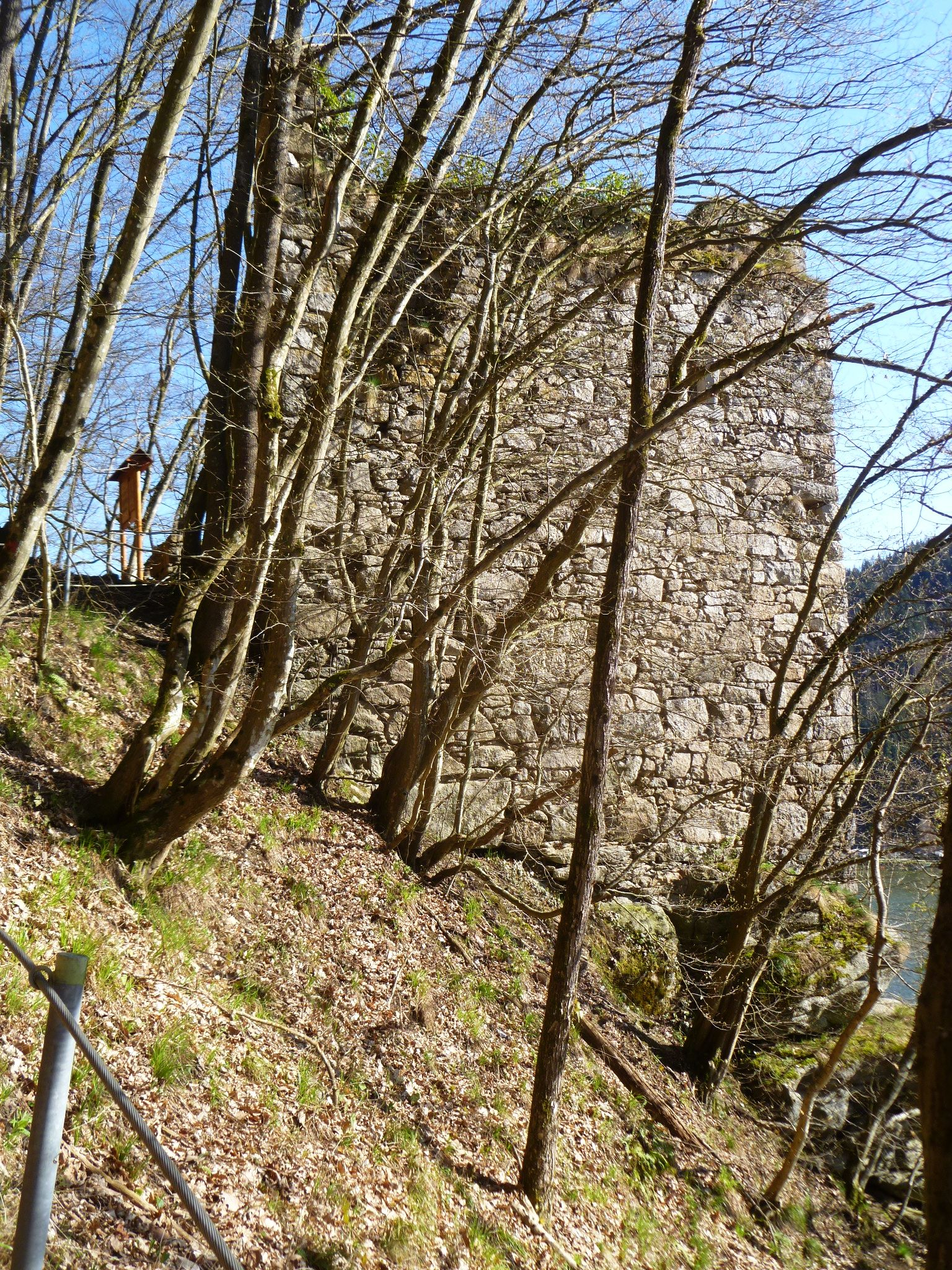
Lauerturm: Seitenansicht
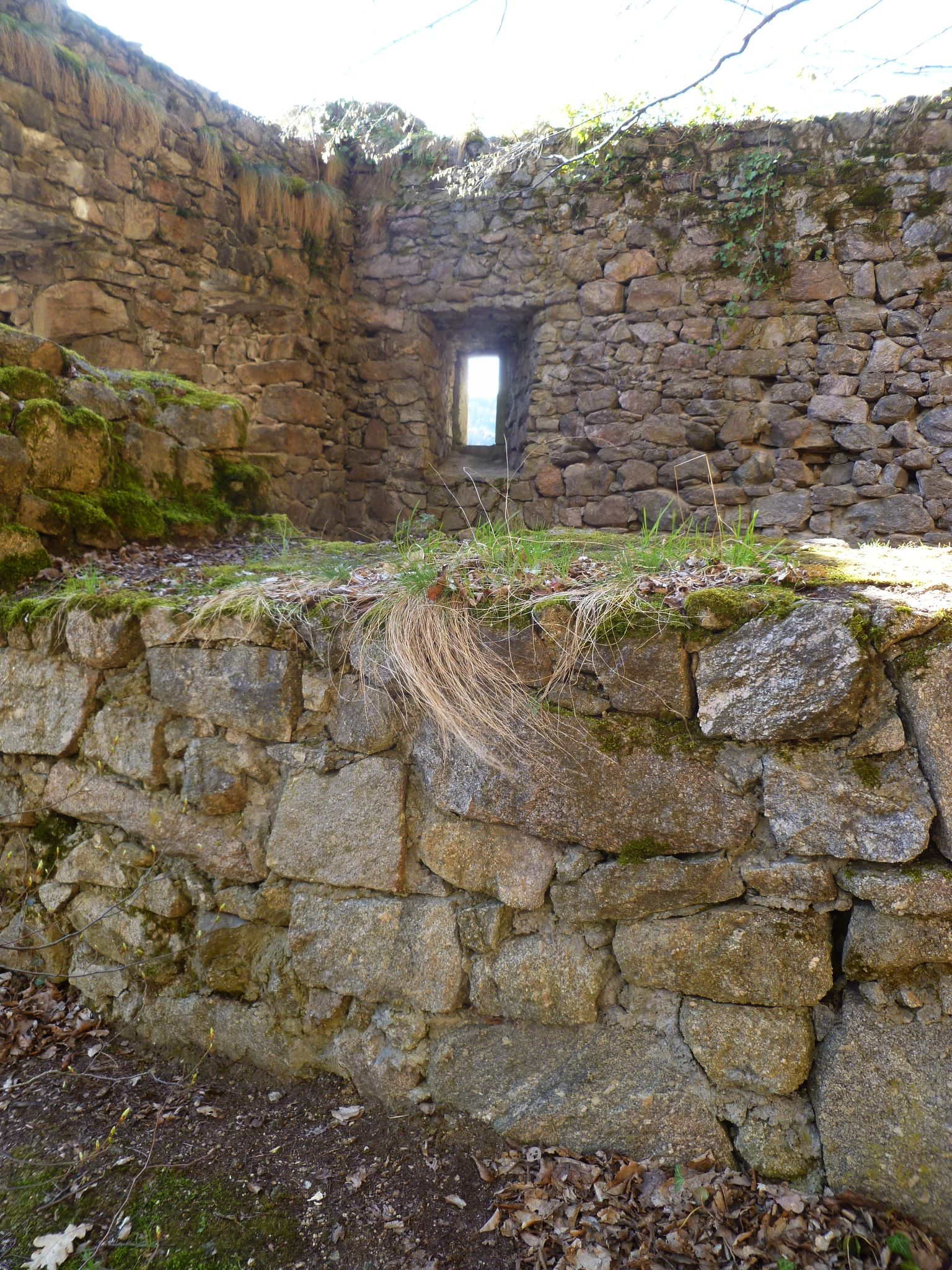
Lauerturm: Innenbereich
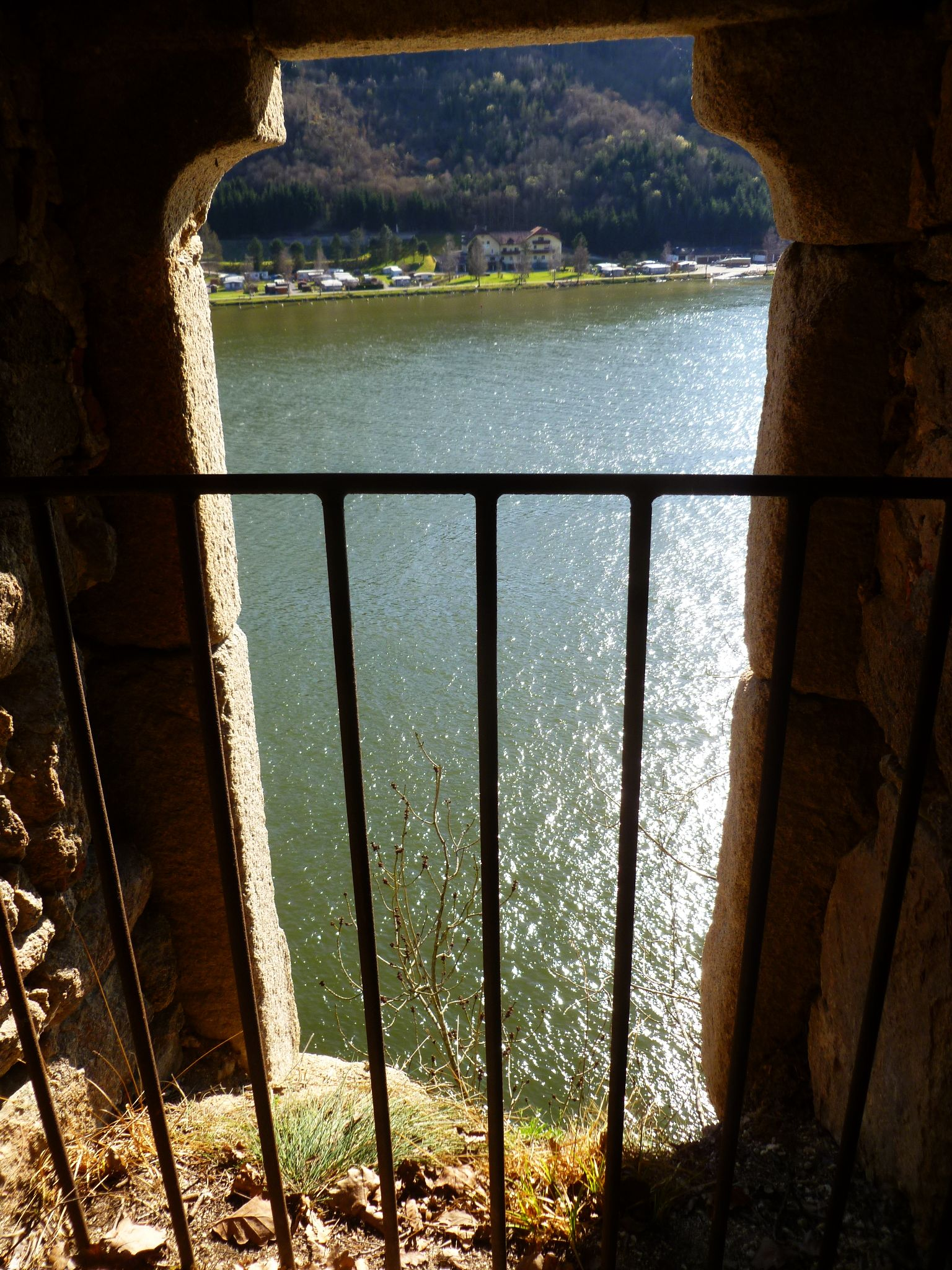
Lauerturm: Granitportal zur Donau
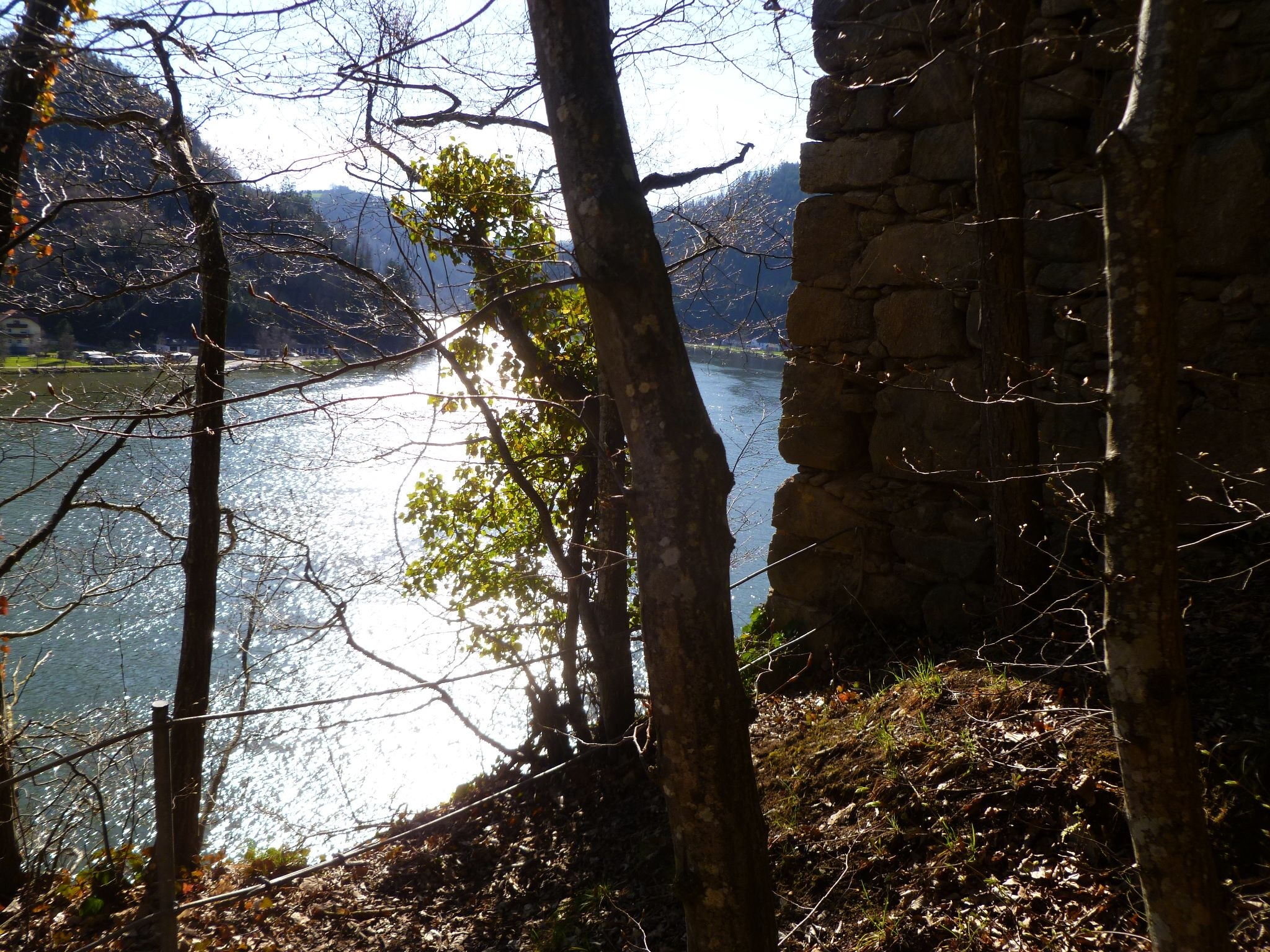
Lauerturm: Blick auf die Donau

## Lauerturm heute
Zu dem Turm führt ein wildromantischer Weg, ausgehend vom Feuerwehrhaus in Untermühl. Nach etwa 800 Metern erreicht man den Turm. Dieser sitzt direkt an der Donau auf einem Granitblock auf. Von dem Turm hat man einen wunderbaren Ausblick auf die vorbeifließende Donau.
Der Turm weist auf drei Seiten noch bestehendes Gemäuer auf. In der nördlichen Mauer ist eine beachtenswerte Schießscharte erhalten. Zur Donau hin befindet sich ein kunstvoll ausgearbeiteter steinerner Türrahmen, der von einem Gitter gesichert wird. Darüber liegen zwei ausgebrochene Fenster.